# ستيلا أبيدجان
ستيلا كلوب (ستيلا أبيدجان) هو نادي إيفواري تأسس عام 1953.

## إنجازاته
- احرز لقب كأس الاتحاد الأفريقي للأندية سنة 1993

- خسر مباراة نهائي كاس اللاندية الافريقية الفائزة بالكؤوس سنة 1975

- احرز لقب الدوري المحلي بالكوت ديفوار سنوات 1979، 1981، 1984

- احرز لقب كاس كوت دفوار للكرة القدم سنتي 1974 و1975.[1]